# Сен-Лё-Сен-Жиль
Сен-Лё-Сен-Жиль (фр. Saint-Leu-Saint-Gilles) — католическая церковь в 1-м округе Париже. С 1915 года имеет статус исторического памятника Франции. В церкви хранятся вывезенные из Рима мощи Елены Равноапостольной.

## История
На месте церкви с XII века находилась капелла святого Эгидия (фр. Gilles), построенная монахами из аббатства святого Маглуара. В 1235 году было принято решение построить каменную церковь. Её посвятили святому архиепископу Лё (фр. Loup de Sens) и святому отшельнику Эгидию, память которых отмечают в один день 1 сентября.
Церковь, изначально возведённая в романском стиле, неоднократно перестраивалась и достраивалась. В 1320 году церковь расширили, в XVI веку относится современный фасад, а к XVIII веку — кровля. После открытия в 1857 году Севастопольского бульвара апсида церкви была срезана, что повлекло перестройку алтаря и боковых капелл. В 1858 году к церкви пристроили колокольню.
С 1820 года церковь принадлежит ордену Святого Гроба Господнего Иерусалимского. Она упоминается в романе Александра Дюма «Три мушкетёра»:
Д'Артаньян, заметив однажды, что Портос направляется к церкви Сен-Лё, пошел за ним следом, словно движимый каким-то чутьём. Перед тем как войти в святую обитель, Портос закрутил усы и пригладил  эспаньолку, что всегда означало у него самые воинственные намерения.

## Реликвии
Мощи святой Елены, хранящиеся в церкви, были предположительно принесены во Францию из Рима в IX веке. Первоначально их поместили в аббатство Сен-Пьер-д’Овиллер в местечке Овиллер в Шампани в окрестностях Реймса. В нём они находились до 1871 года, а в период Парижской коммуны были перенесены в Париж и помещены в церкви Сен-Лё-Сен-Жиль. Долгое время они находились над главным алтарём, а затем были помещены в крипту.
В церкви находятся несколько наиболее известных работ Пьера-Луи Делаваля, выполненных в первой половине 20-х годов XIX века.